# Napoli 1860 - La fine dei Borboni
Napoli 1860 - La fine dei Borboni è una miniserie televisiva del 1970, con intento documentaristico sulla storia del risorgimento italiano. La miniserie, diretta dal regista Alessandro Blasetti e prodotta da Universalia Film, è stata trasmessa, in prima visione, sul Programma Nazionale in due puntate di un'ora circa l'una: il 15 e 22 marzo 1970.
Blasetti ritorna, a più di trenta anni di distanza, sulle vicende storiche della spedizione dei Mille e della caduta del regno delle Due Sicilie, già affrontate nel film 1860 realizzato nel 1936.

## Trama
La miniserie ricostruisce, attraverso l'utilizzo di una voce narrante e con scene recitate da attori in costume, gli eventi che portarono alla caduta del regno delle Due Sicilie, visti dalla prospettiva della capitale meridionale, Napoli, in particolare seguendo le reazioni dell'ultimo sovrano della dinastia Borbone, Francesco II.
Le vicende hanno inizio con lo sbarco nel maggio 1860 a Marsala dei Mille guidati da Giuseppe Garibaldi. Francesco II, da poco più di un anno sul trono, nel disperato tentativo di salvare il regno delle Due Sicilie dal crollo che sembra ormai inevitabile, emana la Costituzione, così che, mentre i mille stanno consolidando le loro posizioni in Sicilia, giudicata dai borbonici indifendibile viste le continue insurrezioni popolari, il 25 giugno si ha l'inaugurazione del nuovo governo costituzionale in cui partecipano moderati e liberali.
Nonostante le iniziative intraprese, il regno rimane però in balia degli eventi, fra le reazioni contrastanti di alcuni notabili, di tendenze liberali, tra cui spicca Carlo Filangieri, e del resto della classe dirigente in cui prevalgono le inclinazioni reazionarie.

## Produzione
Le riprese si sono svolte anche nel rione Terra (Pozzuoli).